# Lourenço da Cunha
Lourenço da Cunha, 16.º Senhor de Tábua de juro e herdade, foi um fidalgo e militar português dos séculos XVI e XVII, membro do 1.º Conselho de Governo Interino, que governou o Estado da Índia entre julho e outubro de 1629.

## Biografia
Nasceu em data incerta, provavelmente poucos anos depois de 1577, ano do nascimento de seu irmão mais velho, o arcebispo de Lisboa, D. Rodrigo da Cunha. 
Seu pai, D. Pedro da Cunha, membro do conselho do rei D. Sebastião, era senhor do Morgado de Tábua. Sua mãe, D. Maria da Silva, era filha de Rui Pereira da Silva, alcaide-mor de Silves, neta paterna do 6.º senhor de Vagos e neta materna do bispo D. Fernando Coutinho, renomado pela sua oposição à conversão forçada dos judeus portugueses, decretada pelo rei D. Manuel I.
O seu avô paterno, D. Aires da Cunha (c. 1444 - Oceano Índico,1523), sucedera a um primo direito e genro no antigo morgado de Tábua, por ser o parente mais próximo. Obtivera de D. Manuel I o título de Dom (que já andara, informalmente, nos seus antepassados da linhagem dos Cunhas, na linha varonil, no período medieval). Em idade avançada, partira para o Oriente, como um dos capitães na Armada da Índia, tendo-se porém a nau que comandava perdido, ao largo de Moçambique.
Seguindo esta tradição familiar de serviço militar no Oriente, D. Lourenço da Cunha partiu para a Índia no ano de 1594, onde foi capitão-mor da província do Norte, de Goa e de Malaca, servindo com distinção por um período de 39 anos. Em várias ocasiões, defendeu com sucesso a barra de Goa de investidas de navios de guerra da Holanda. No ano de 1600, acompanhou o vice-rei Aires de Saldanha na sua missão a Cochim, para proteger a praça de ataques holandeses.
Foi membro do Conselho de Estado da Índia e - de julho a outubro de 1629, entre a data do falecimento de Dom Frei Luís de Brito e Meneses e a chegada a Goa do vice-rei Miguel de Noronha, 4.º Conde de Linhares - integrou o 1.º Conselho de Estado Interino que governou o Estado da Índia.
Depois de transferir o governo para D. Miguel de Noronha, conde de Linhares, permaneceu na Índia como capitão de Goa. 
O novo vice-rei, cerca de um mês depois de tomar posse, convocou uma junta geral, com a participação da câmara da cidade e das principais personalidades entre os residentes, com vista a debater o tipo de imposto que deveria ser lançado para garantir o nível de receitas do governo necessário para cobrir as crescentes despesas militares. Desde o ano de 1623 que estava em vigor um imposto extraordinário sobre as importações de alimentos, a chamada "colecta", mas muitos defendiam a substituição desta por um imposto de capitação. A argumentação contra a "colecta" alegava que esse imposto sobre alimentos essenciais era injusto para com a população mais pobre e beneficiava sobretudo os mercadores hindus da cidade. D. Lourenço da Cunha e o provincial dos Agostinianos propuseram assim essa substituição durante os debates da junta geral, mas prevaleceu a opinião da maioria da comunidade de negócios de Goa e a prorrogação da "colecta" foi aprovada, por um prazo de 6 anos.
O historiador Manuel de Faria e Sousa, no Tomo 3, parte 4, parte final do capítulo 7 da sua obra Ásia Portuguesa, publicada em 1675, faz de D. Lourenço da Cunha um retrato elogioso, nos seguintes termos: 
"Após a morte do seu pai, foi para a Índia ainda muito jovem, onde serviu com o infortúnio dos benfeitores: porque depois de 35 anos de serviço ele chegou ao governo durante uma vaga de apenas alguns meses, quando teria  merecido isso por muitos séculos. Era alto de corpo, branco, loiro, e olhos azuis."
Faleceu no ano de 1633.

## Casamento e descendência
Casou com Isabel de Aragão, filha de Fradique Carneiro, capitão-mor da armada do Estado da Índia e neta paterna de Luís Carneiro, senhor e donatário da Ilha do Príncipe e de sua mulher D. Leonor de Aragão (trineta do 1.º duque de Villahermosa).
Seu filho, D. António Álvares da Cunha, sucedeu na sua casa e foi o 17.º senhor de Tábua.